# Кокоровець (пам'ятка природи)
Кокоровець — ботанічна пам'ятка природи місцевого значення. Об'єкт розташований на території Любомльського району Волинської області, ДП «Прибузьке ЛГ», Кусищанське лісництво кв. 29, вид.31.
Площа — 8,9 га, статус отриманий у 1993 році.
Охороняється високобонітетна ділянка дубового лісу віком близько 170 років, включена до обласного генофонду. 

## Галерея

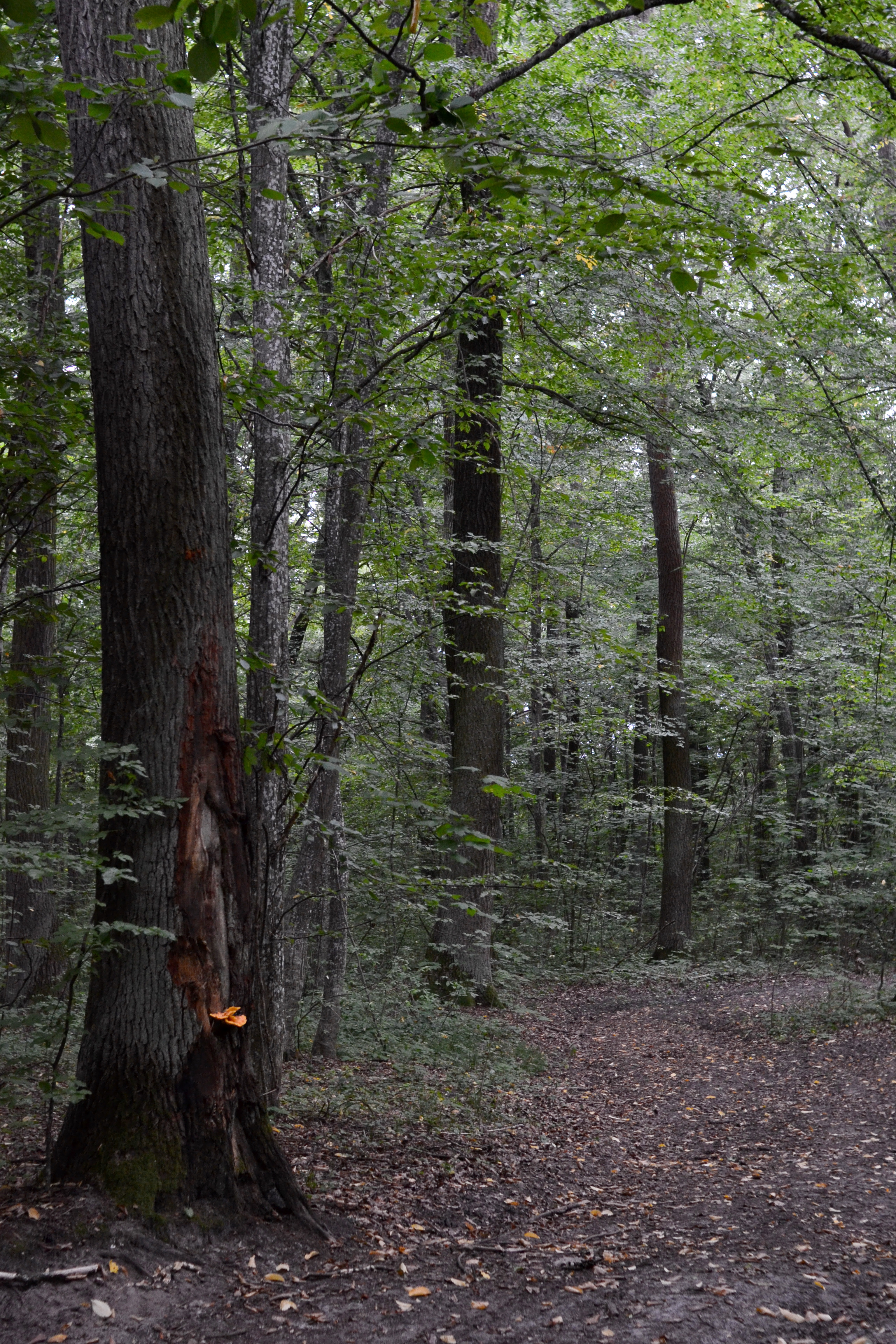
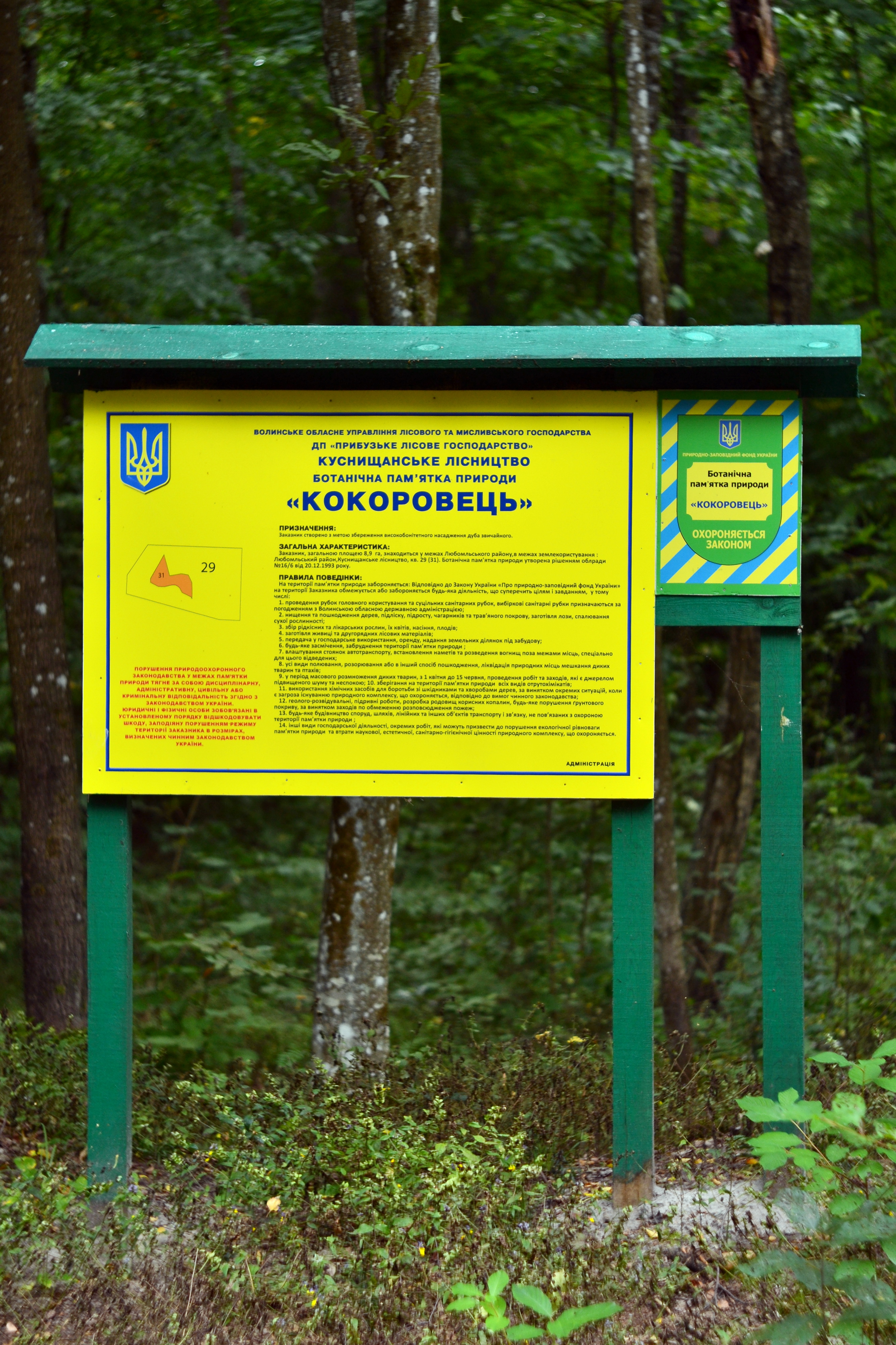
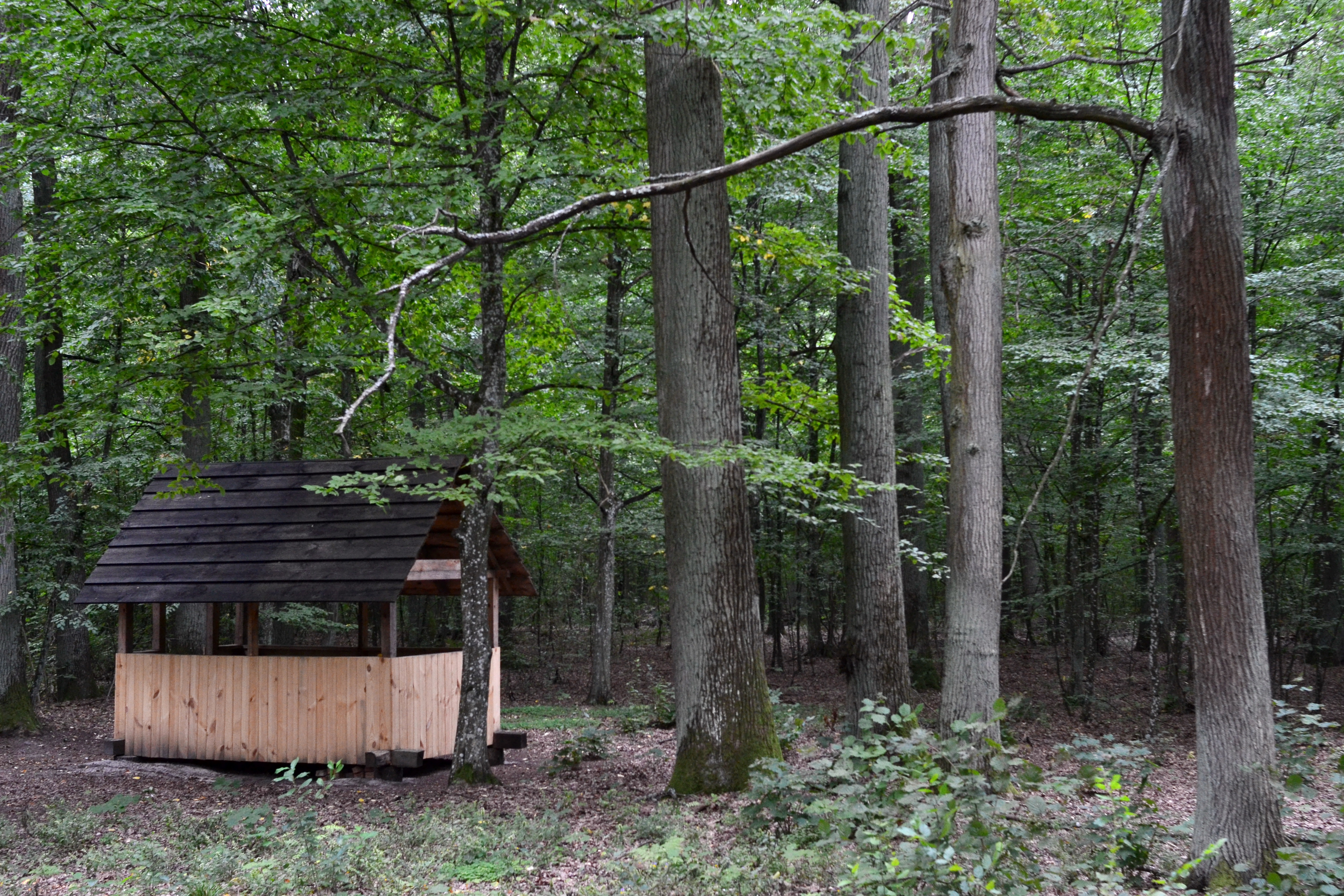